# Amhyadesia atlantica
Amhyadesia atlantica is een mijtensoort uit de familie van de Hyadesiidae. De wetenschappelijke naam van de soort is voor het eerst geldig gepubliceerd in 1983 door Fain & Schuster.